# Єсипов Андрій Сергійович
Андрій Сергійович Єсипов (рос. Андрей Сергеевич Есипов; 9 травня 1980, м. Москва, СРСР) — російський хокеїст, захисник. Виступає за «Донбас» (Донецьк) у Континентальній хокейній лізі.
Виступав за: «Крила Рад» (Москва), «Локомотив» (Ярославль), «Торпедо» (Нижній Новгород), «Лада» (Тольятті), «Металург» (Новокузнецьк), «Сєвєрсталь» (Череповець), «Боксер де Бордо».
У складі молодіжної збірної Росії учасник чемпіонату світу 2000.
Досягнення
- Срібний призер чемпіонату Росії (2005), бронзовий призер (2003).